# NGC 4532
NGC 4532 este o galaxie situată în constelația Fecioara. A fost descoperită în 13 aprilie 1784 de către William Herschel. Se află la o distanță de 10,81 megaparseci de Pământ.